# Festino dell'Assunta
Il Festino dell'Assunta, altrimenti noto come Û Fistinu î menzagustu e la quinquennale ricorrenza dell'Apoteosi dell'Assunta, sono delle feste religiose popolari tipiche della cittadina di Novara di Sicilia.

## Û Fistinu î menzagustu
Con cadenza annuale si effettua il Festino che comprende: 
- 15 agosto: Processione dell'Assunta.
- 16 agosto: Processione di Sant'Ugo Abate Cistercense.

## Processione dell'Assunta

### Storia

#### Epoca normanna - sveva
In provincia di Messina la letteratura epica attraverso le opere del Placido Samperi, Giuseppe Buonfiglio e Caio Domenico Gallo, indica il Gran Conte Ruggero quale promotore dei festeggiamenti dell'Assunta. L'ingresso trionfale del conquistatore nella città dello Stretto accompagnato dallo sventolio di vessilli, tra i quali in testa, lo stendardo consegnato da Papa Niccolò II a L'Aquila nel 1059, investendo il Normanno del Regno di Sicilia contro i Saraceni. Sullo stendardo campeggiava l'immagine dell'Assunta, sotto la cui egida, patrocinio, protezione, ebbe inizio il processo di ricristianizzazione dell'isola.
La devozione verso la Vergine nel comprensorio novarese si incrementa e rafforza nel XII secolo, con l'arrivo dell'abate Ugo, inviato in Sicilia da Bernardo di Chiaravalle, a guidare un gruppo di monaci cistercensi, ordine che annovera la figura dell'Assunta come pilastro portante dell'istituzione religiosa.

#### Epoca borbonica
Nel 1764, fu commissionata dal reverendo Girolamo Sofia allo scultore napoletano operante a Messina Filippo Colicci l'attuale statua lignea raffigurante l'Assunta per il duomo di Santa Maria Assunta.
Grazie agli appunti dell'antropologo Giuseppe Pitrè, studioso di costumi e documentatore di tradizioni siciliane, è possibile ricostruire alcune edizioni storiche caratterizzate da segnali avversi, nello specifico di avvisi interpretati come presagi di futuri eventi funesti. Infatti l'inclemenza del tempo e l'eventuale spegnimento dei ceri devozionali erano visti come indici dai quali trarre gli auspici per l'anno a venire.
- 15 agosto 1847. Condizioni meteorologiche avverse e vento impetuoso spensero tutte le torce: triste presagio alla rivoluzione del 1848.[6]
- 15 agosto 1853. Rientro a lumi spenti: premonizione dell'epidemia di colera del 1854.[6]
- 15 agosto 1879. Rientro a lumi spenti: nel mese di gennaio 1880 si verificarono piogge torrenziali nel comprensorio e in tutta la provincia, con effetti alluvionali devastanti.[6]

#### Epoca contemporanea
Dopo il divieto vescovile degli anni quaranta, a parte l'eccezione per il 1951, grazie ad un permesso speciale, dato in occasione della chiusura dell'Anno Santo, i 15 simulacri non sono tornati più in processione.
Nel 2000, anno giubilare, grazie all'interessamento di don Enrico Ferrara, arciprete, nonché alla lungimiranza dell'arcivescovo Giovanni Marra, hanno riportato alla ribalta la solenne Apoteosi di Maria.

### Edizione 2018
- 15 08 2018. Alle ore 21:45 dopo una pioggia insistente, ha avuto inizio la processione.

### Edizione 2020
- 15 08 2020. Causa restrizioni dettate per il contenimento e contrasto della pandemia COVID-19 non ha avuto luogo l'Apoteosi con le statue dei Santi tanto meno la solenne processione. Il simulacro della Madonna Assunta e stato esposto alla venerazione dei fedeli collocato sull'abituale fercolo, elemento disposto su carrello trainato da un limitato numero di portatori.

La traslazione della vara sulla soglia del tempio è avvenuto per il tempo stimato, sulla base delle trascorse processioni.

## Fasi
- "Â scinnuda da Madonna". L'ultima domenica di luglio, avvolta nel camice bianco sacerdotale e con il volto coperto dall'amitto, la statua è deposta dalla nicchia della cappella abituale sulla sua Vara ottocentesca.

- "Â Madonna ô so logu". Il trentuno luglio, la statua collocata sulla Vara la domenica precedente è intronizzata con una processione interna alla chiesa madre. La vara staziona in prossimità dell'ultima campata della navata sinistra, per la consueta chinnicea.

- "Processione dell'Assunta". Il giorno di Ferragosto, secondo tradizione, alle ore 11:00 si celebra il solenne Pontificale dell'Assunta. Alle ore 19:00 la Santa Messa è dedicata specialmente ai portatori. Nei giorni precedenti la statua è abbigliata con i tantissimi gioielli, "ex voto", dono dei fedeli nei secoli, infine l'intera vara è addobbata con circa centonovanta candele e il 15 agosto stesso da composizioni floreali.

Alla Messa delle 19:00 segue l'accensione delle candele. A fine celebrazione tutti i portatori si genuflettono intonando il commovente canto Ave Maris Stella, al termine del quale la brigata di componenti si colloca sotto le assi munita di adeguate protezioni atte ad ammortizzare e distribuire uniformemente il peso sulle spalle. Trepidante si attendono i tre colpi di martello del Capovara che segnano l'inizio della processione. Al terzo colpo la Vara viena sollevata sulle spalle dei portatori che alle invocazioni rispondono con ritmati e decisi È viva! facendo avanzare dondolando la pesante Vara.
- "Â ballada da Madonna". Tre passi avanti e due indietro caratterizzano l'andamento della vara, che eccetto in duomo e durante i tragitti nelle piazzette che prevedono la sosta, percorre un itinerario costituito da un continuo alternarsi di saliscendi.

Tra le navate riecheggiano le acclamazioni:
"E come Madre Celeste", "É viva!". 
  "E come Regina degli Angeli", "É viva!". 
 "E come Protettrice di Novara", " È viva!".
Un continuo crescendo finché la vara raggiunge e oltrepassa la soglia del portale. Tra il rumore assordante degli spari di moschetteria, il continuo scampanio e l'esecuzione degli inni bandistici, ha inizio il percorso esterno che prevede due soste prolungate:
Piazzale dell'Abbazia. Al termine della sosta sono recitale le litanie lauretane. Giochi pirotecnici segnalano la ripresa della processione che prevede il passaggio dinanzi alla chiesa dell'Annunziata e rasenta il ponte di San Sebastiano caratterizzato dalla galleria di luminarie.
Piazza Bertolami. Sosta prolungata nella piazza ubicata sulla strada provinciale 185 che si innesta con la strada che conduce al duomo: Via Duomo. Al termine della sosta sono recitate le litanie. A luminarie spente è eseguito uno spettacolare sparo di fuochi artificiali. Segue il lentissimo rientro in duomo, gran parte dei fedeli anticipano la Vara senza mai voltare le spalle all'icona.
Rientro. Nell'ultima parte della processione, la Vara percorre la Via Duomo con i portatori che fanno tre passi avanti e due indietro rispondendo alle invocazioni. L'epilogo è commovente, gli stessi occhi radiosi e luminosi che hanno accompagnato tutte le fasi della giornata, si velano di lacrime. I tre colpi di martelletto sul bracciolo, che hanno segnalato le alzate e le abbassate della vara nel corso della processione, marcano la fine del percorso. La pesante struttura, con un ultimo sussulto, è adagiata sul pavimento. Il momento del rientro segna il Capodanno novarese. Un nuovo anno può iniziare, fino al successivo 15 agosto con la speranza di una nuova processione.

## Apoteosi dell'Assunta

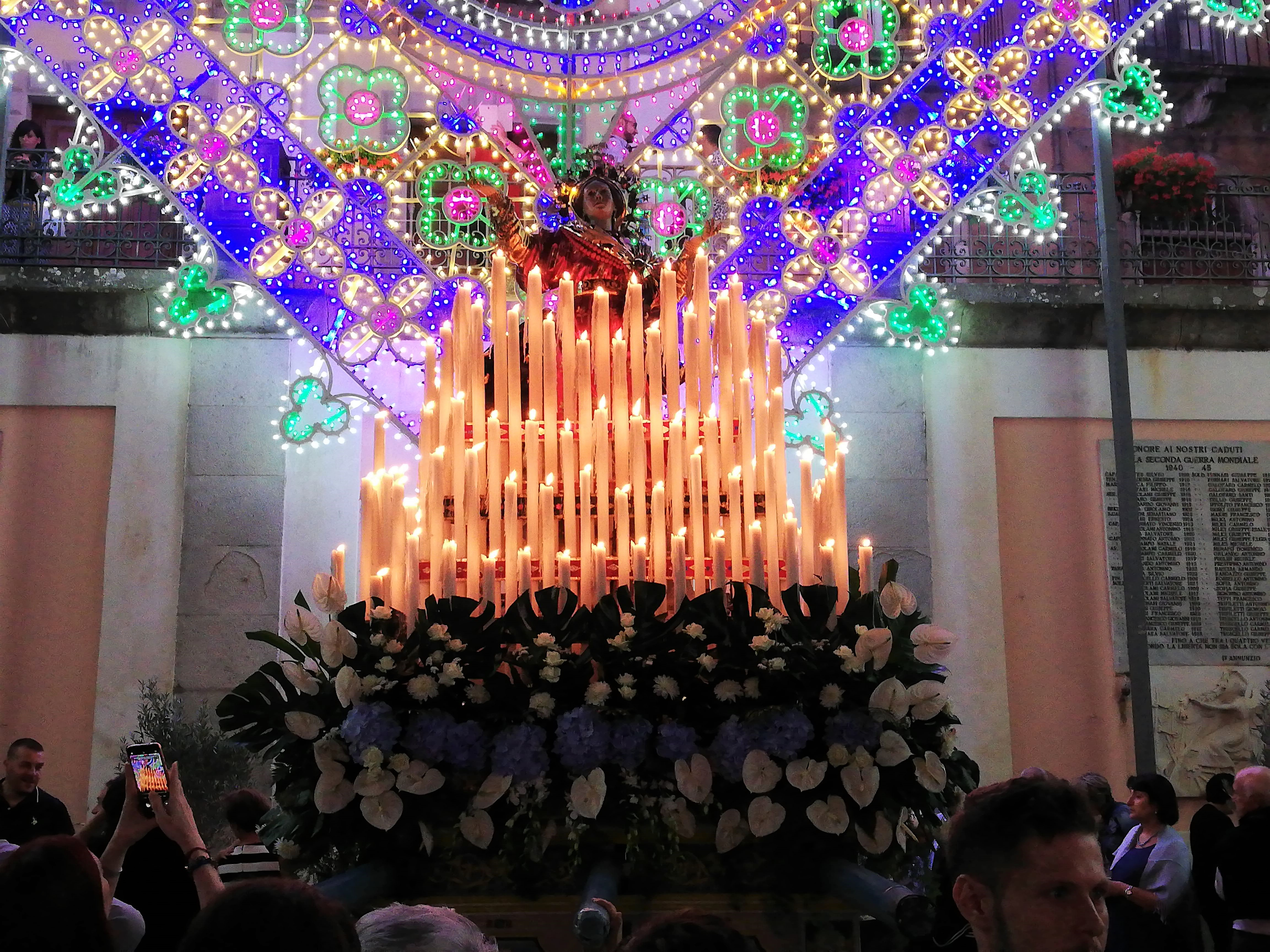
Festino 2019.

Ogni lustro è effettuata l'Apoteosi dell'Assunta che raggruppa le due processioni, la prima delle quali è accompagnata in forma solenne da ben 15 simulacri. Il 2015 è l'ultimo anno in cui è stato riproposto l'evento, la riproposizione avrà luogo nel 2020.
Ogni 5 anni per l'Apoteosi dell'Assunta accompagnano la statua della Vergine i simulacri di: San Rocco, San Gregorio Magno, San Sebastiano Martire, San Francesco d'Assisi, Santa Rosalia Vergine, Sant'Antonio Abate, Santa Caterina d'Alessandria, San Francesco di Paola, Sant'Antonio di Padova, San Marco Evangelista, San Giorgio Megalomartire, San Filippo d'Agira, San Michele Arcangelo, San Giuseppe, Sant'Ugo Abate Cistercense (in passato anche San Lorenzo e San Silvestro i cui simulacri si sono guastati nel tempo e non più rifatti).

## Teoria di Santi
I simulacri dei 15 santi al tramonto del 14 agosto sono processionalmente condotti in duomo di Santa Maria Assunta dalle rispettive congreghe e confraternite, un tempo nei loro sacchi da babbaluci, e dai devoti. Sono rappresentati angeli (San Michele Arcangelo), i martiri (Santa Caterina d'Alessandria, San Sebastiano, San Giorgio), gli evangelisti (San Marco), gli abati (Sant'Antonio Abate e Sant'Ugo cistercense), i confessori (San Rocco, San Francesco di Paola, Sant'Antonio da Padova e San Filippo d'Agira), i papi (San Gregorio Magno), le vergini (Santa Rosalia) ed erano presenti il patrono d'Italia (San Francesco d'Assisi) e lo sposo di Maria (San Giuseppe).
Rispettando la gerarchia, l'antichità della chiesa d'appartenenza e l'importanza della confraternita rappresentata, prendono parte alla processione precedendo nell'ordine il fercolo della Vergine.
- San Rocco, proveniente dalla chiesa di San Nicolò;
- San Gregorio Magno, proveniente dalla chiesa di San Francesco d'Assisi;
- San Sebastiano Martire, proveniente dalla demolita chiesa di San Sebastiano, già custodita nella chiesa dell'Annunziata, oggi collocata in duomo;
- San Francesco d'Assisi, proveniente dalla chiesa di San Francesco d'Assisi;
- Santa Rosalia Vergine, proveniente dalla chiesa dell'Annunziata, oggi custodita in duomo;
- Sant'Antonio Abate, proveniente dalla chiesa di Sant'Antonio Abate;
- Santa Caterina d'Alessandria, proveniente dalla demolita chiesa di Santa Caterina d'Alessandria e custodita nella chiesa di Sant'Antonio Abate;
- San Francesco di Paola, proveniente dalla chiesa di Sant'Antonio Abate;
- Sant'Antonio di Padova, proveniente dalla chiesa dell'Annunziata, oggi custodita in duomo;
- San Marco Evangelista;
- San Giorgio Megalomartire, proveniente dalla chiesa di San Giorgio del convento dell'Ordine di Sant'Agostino;
- San Filippo d'Agira o il Siriaco, custodita in duomo;
- San Michele Arcangelo, custodita in duomo;
- San Giuseppe, proveniente dalla chiesa di San Nicolò;
- Sant'Ugo Abate Cistercense, vara proveniente dall'abbazia di Sant'Ugo.

In passato anche le statue: 
- San Lorenzo
- San Silvestro